# مصانع اليمني (الطفة)

تعديل مصدري - تعديل

مصانع اليمني هي إحدى قرى عزلة ال هياش بمديرية الطفة التابعة لمحافظة البيضاء، بلغ تعداد سكانها 27 نسمة حسب تعداد اليمن لعام 2004.